# Artediellus gomojunovi
Artediellus gomojunovi är en fiskart som beskrevs av Taranetz, 1933. Artediellus gomojunovi ingår i släktet Artediellus och familjen simpor. Inga underarter finns listade i Catalogue of Life.